# Hilterfingen
Hilterfingen is een gemeente en plaats in het Zwitserse kanton Bern en maakt deel uit van het district Thun.
Hilterfingen telt 4.058 inwoners.